# Лизаран, Анна
Анна Лизаран (исп. Anna Lizaran i Merlos; 31 августа 1944, Аспаррагера, Испания — 11 января 2013, Барселона, Испания) — испанская актриса театра и кино.

## Биография
Отец Лизаран был механиком, а мать-портнихой. Она проявила огромный интерес к театру, когда была ребёнком и изучала театр в центре экспериментов Эстудиса в Барселоне, и была одной из первых участниц Els Comediants. В 1974 году она переехала в Париж, чтобы учиться у мима Жака Лекока.
Когда Лизаран вернулась в Барселону в 1976 году, она начала работать в театре Льюре. С тех пор она снялась в таких знаменитых испанских фильмах, как «Высокие каблуки» (вместе с Пенелопой Крус) и «Актриус». в 1996 году она руководила телевизионным шоу Arsènic i puntes de coixí для телевидения. В 2005 году она исполнила роль Розы во втором сезоне ситкома TV3 L'un per l'altre.
В более поздние годы она выступала в телесериале «La Via Augusta» (2007), фильме «Herois» (2010), а её последнее театральное выступление было для каталонской адаптации «August: Osage County as Violet» и побило рекорды для Национального театра Каталонии.